# 涌波インターチェンジ
涌波インターチェンジ（わくなみインターチェンジ）は、石川県金沢市にある石川県道22号金沢小松線（金沢外環状道路山側幹線、通称・山側環状）のインターチェンジ。

## 概要
- フルインターチェンジである。
- 隣接する大桑ICとランプウェイを共用しており、山科方面から涌波ICで下車する際は、手前の大桑ICで下車する必要がある。これは、大桑ICを過ぎた後の本線からでは導流帯にラバーポールが設置されており、更に交通規制によって下車できないようになっているためである。逆方向（涌波IC→山科方面）も同様である。

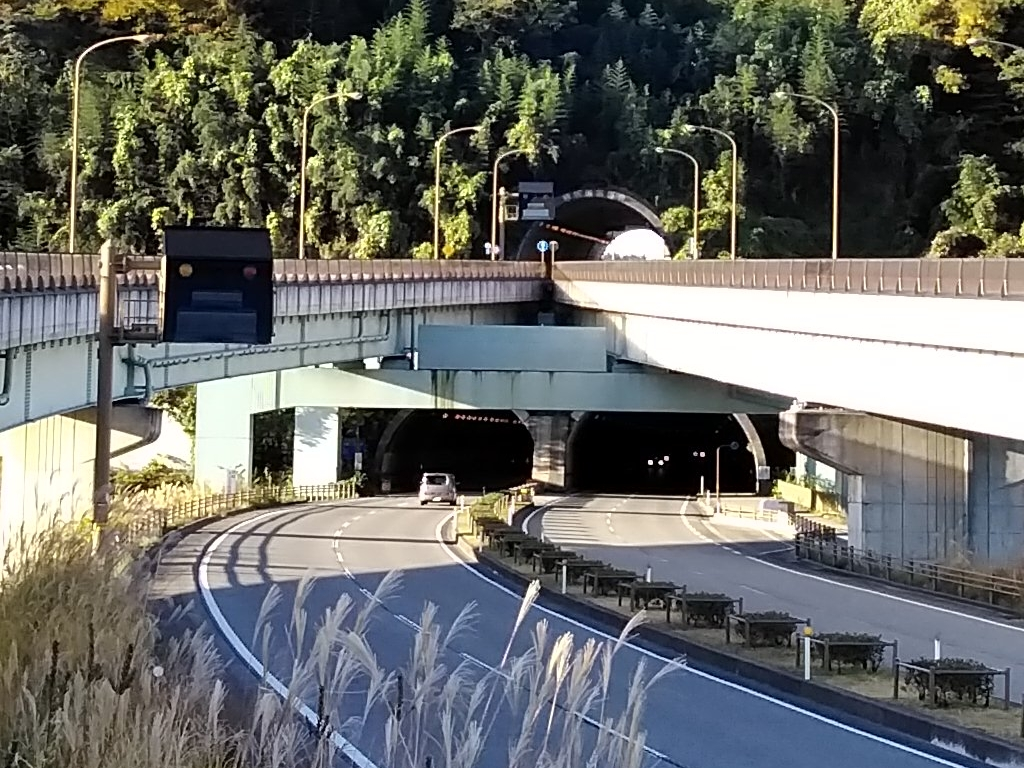
崎浦涌波トンネル（下）と涌波トンネル（上）

- 崎浦涌波トンネル（下）と涌波トンネル（上） インターチェンジには本線の崎浦涌波トンネルと本線トンネル上を通るランプウェイ部の涌波トンネルがある。本線の崎浦涌波トンネルはめがね式トンネルを採用しており、全国初の三つ目型の構成となっている[1][2]。自転車の通行も可能な歩道がそれぞれのトンネルに整備されており、昼夜問わず誰でも自由に通ることが出来る。
- 簡略化された地図では石川県道10号金沢湯涌福光線と直接接続されているかのように描かれていることがあるが、当インターチェンジからは流出入ができない。隣接する山側環状の田上町交差点から朝霧大橋（金沢都市計画道路 田上舘町線）を経て行き来することが出来る。

## 歴史
- 2006年（平成18年）4月15日：田上町交差点 - 長坂台小学校東交差点間の供用開始により開通。

## 道路
- 石川県道22号金沢小松線（金沢外環状道路山側幹線、通称・山側環状）

## 接続する道路
- 都市計画道路観音堂上辰巳線（金沢市道、通称：犀川大通り）

## 周辺
- 犀川
- 浅野川
- 金沢市立南小立野小学校

## 隣
金沢外環状道路
田上町交差点 - 涌波IC - 大桑IC